# Sultanhisar
Sultanhisar (en turc : forteresse du Sultan) est un chef-lieu de district de la province d'Aydın en Turquie. Elle est située dans la vallée du Méandre sur sa rive droite à 30 km en amont d'Aydın.

## Géographie
Le district a une superficie d'environ 267 km2 avec une densité de population d'environ 85 hab./km2. La ville et le district ont une légère tendance à se dépeupler depuis 2000.
| Année | District | Ville |
| ----- | -------- | ----- |
| 1990  | 22 550   | 6 170 |
| 2000  | 22 795   | 6 256 |
| 2007  | 21 446   | 5 975 |
| 2009  |          | 5 874 |

Sultanhisar est sur les voies de communication : Route européenne E 87 et ligne de chemin de fer İzmir-Denizli.

## Histoire
La première agglomération de la région est Nysa à 3 km de la ville actuelle. Sultanhisar a été fondée par les Seldjoukides en 1270. Puis elle fait partie du beylicat des Menteşeoğulları et de l'émirat d'Aydın jusqu'à sa disparition. Elle est définitivement incorporée à l'empire ottoman en 1425.
La ville devient une sous-préfecture en 1958.

## Villes
- Atça
- Salavatlı